# Katarské hrady

Mapa katarských hradů

Katarské hrady (francouzsky châteaux cathares) je obecné označení středověkých hradů v dnešním regionu Languedoc-Roussillon v jihovýchodní Francii. Pojem zahrnuje tzv. pravé a nepravé katarské hrady.

## Historie
Hrady byly zakládány již od 11. století na ochranu hranice s Aragonským královstvím. Během albigenské křížové výpravy proti katarům byly mnohé pobořeny, ovšem poté opět obnoveny jako královské pevnosti. Po uzavření Pyrenejského míru v roce 1659 byla hranice mezi Francií a Španělskem posunuta směrem na jih a hrady ztratily svůj strategický význam. Následně byly opuštěny a zchátraly.

## Pravé katarské hrady
Jako pravé katarské hrady se označují pevnosti, které během albigenské křížové výpravy (1209-1229) sloužily přívržencům katarského hnutí jako základny pro obranu jejich života a víry. Byly buď založeny samotnými katary a nebo jejich majitelé (např. hrady Lastours, Termes) patřili ke šlechtě podporující katary.
V počátcích katarského hnutí zde stálo jen málo hradů. Kataři žili pod ochranou měst (např. v Carcassonne) nebo v opevněných horských sídlech, někdy pod ochranou hradu sympatizujícího pána, a chráněných příkopy a/nebo kamennými hradbami. Takové pevnosti (pravé katarské hrady) se nacházely např. v Laurac, Lastours, Fanjeaux, Mas-Saintes-Puelles a jinde. Tyto byly během křížové výpravy zničeny a mnohé později znovu vybudovány jako královské hrady, např. Montségur, Termes nebo Puilaurens.

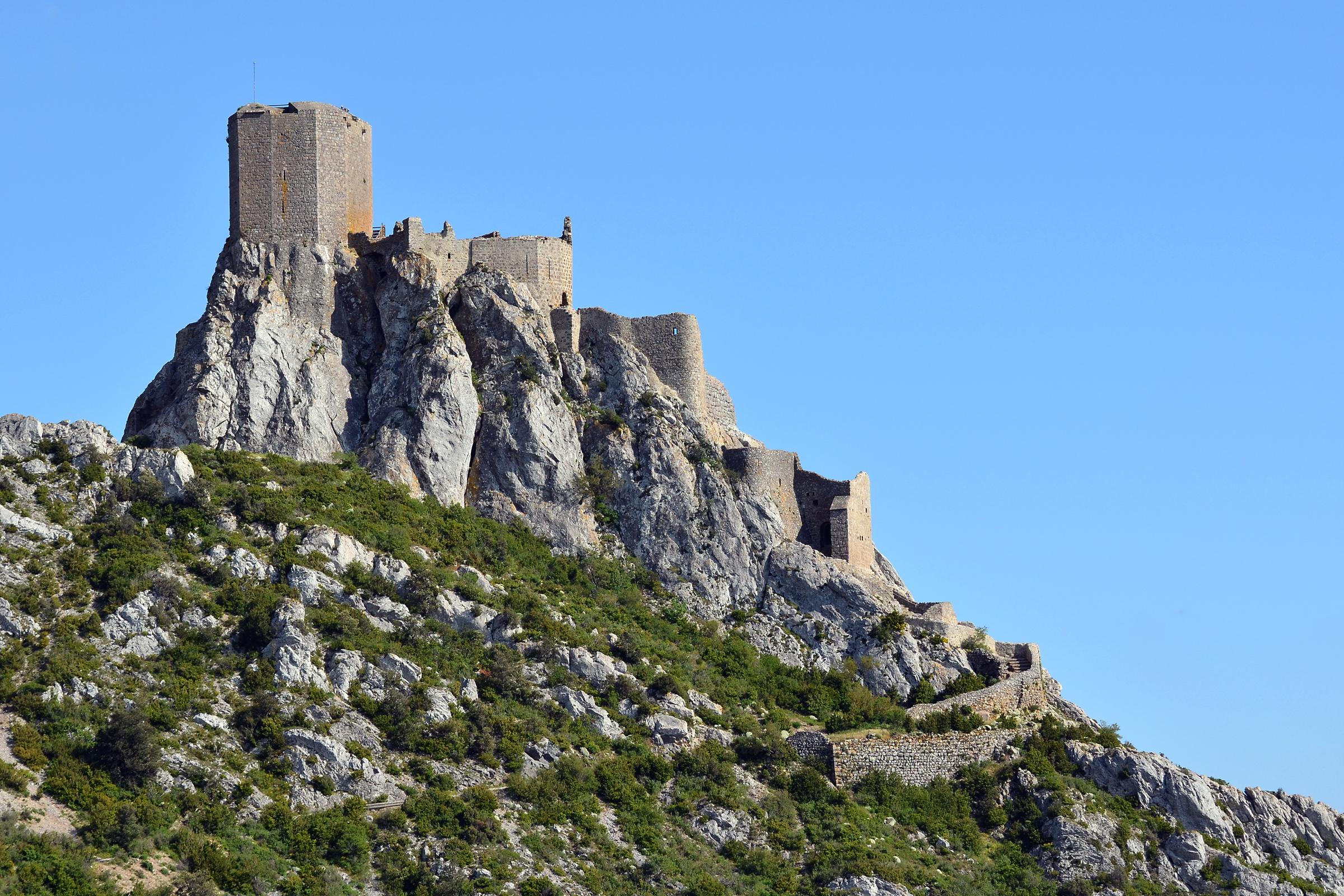
Quéribus

## Nepravé katarské hrady
Tzv. nepravé katarské hrady se nacházejí rovněž v Pays Cathare, ale byly vystavěny až po ukončení tažení proti albigenským po roce 1229, případně 1240 z příkazu francouzského krále nebo jeho správců, aby zamezily opětovnému propuknutí katarství a zabránily separatistickým tendencím v Okcitánii. Současně sloužily jako obranné pevnosti francouzské koruny proti mocenským nárokům aragonského krále.
Jednou z prvních královských pevností byla Cité de Carcassonne, jejíž stavba byla zahájena v roce 1240 po pokusu Raimunda II. Trencavela o dobytí města. Následovala linie hradů zvaná pět synů carcassonských (hrady Aguilar, Peyrepertuse, Puilaurens, Quéribus a Termes).

## Další hrady na území katarů

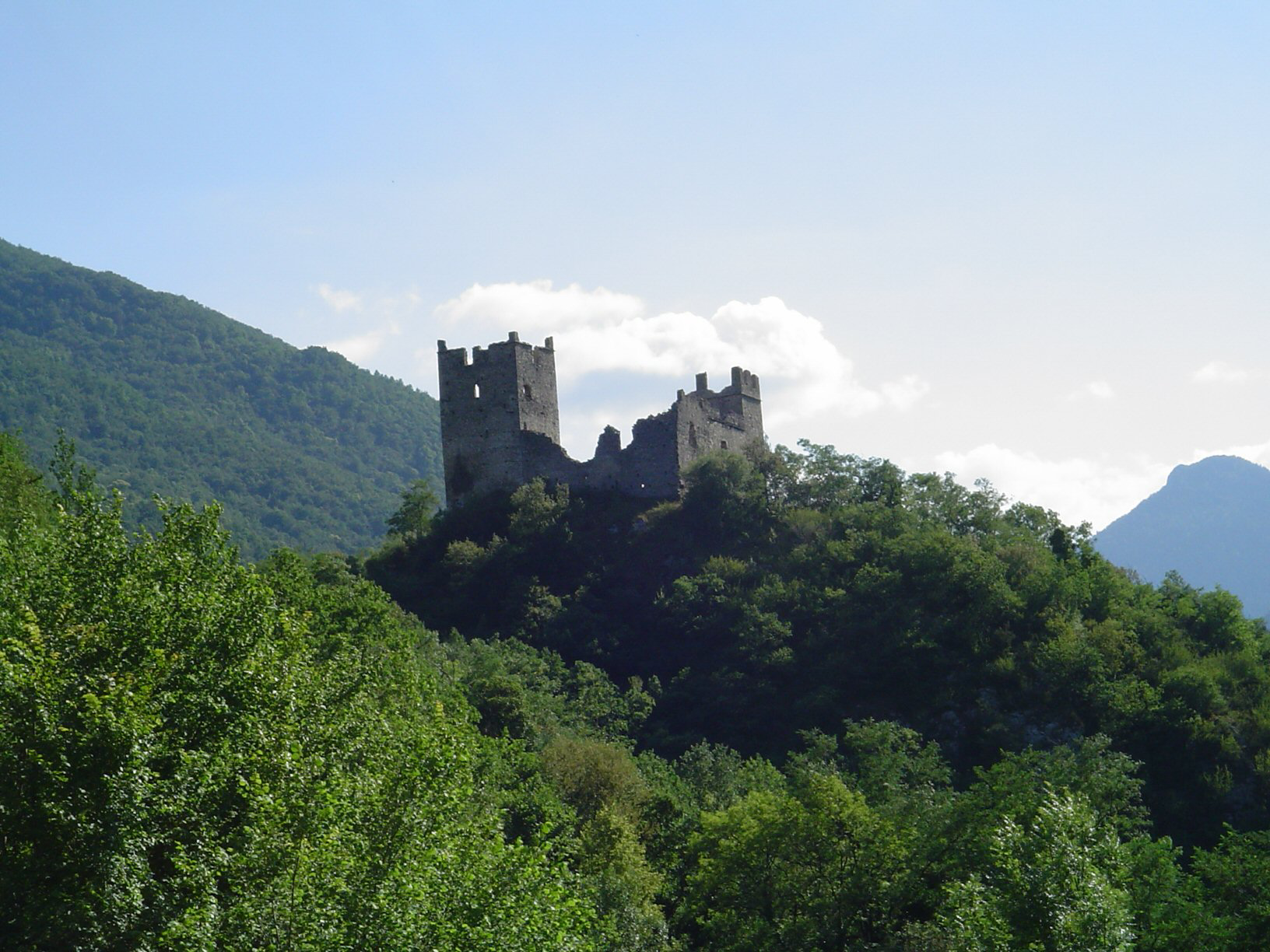
Miglos

- Arques
- Durfort
- Miglos
- Miramont
- Niort-de-Sault
- Padern
- Pieusse
- Puivert
- Roquefixade
- Saissac
- Usson
- Villerouge-Termenès